# サッカーセント・クロイ島代表
サッカーセント・クロイ島代表（サッカーセント・クロイとうだいひょう）は、カリブ海のアメリカ領ヴァージン諸島にある島である、セント・クロイ島のサッカーのナショナルチームである。セント・クロイ島代表は、FIFA及び、CONCACAFに加盟していないので、ワールドカップ、CONCACAFゴールドカップに参加できず、他のチームとの対戦も、国際Aマッチとは認められない。

## 歴史
1997年からヴァージン・ゴルダ島，セント・トーマス島，トルトラ島と数試合を行っており、セントクリストファー・ネイビスやイギリス領ヴァージン諸島とも試合を行っている。イギリス領ヴァージン諸島とは1999年11月14日に試合を行い、3-2で勝利している。
1997年，1998年とヴァージン諸島カップ(Virgin Islands Championship)を制覇している。